# Cleves, Ohio
Cleves är ett municipalsamhälle (village) i Hamilton County i Ohio. Vid 2020 års folkräkning hade Cleves 3 414 invånare.